# On Fairy-Stories
On Fairy-Stories (en català 'Sobre els contes de fades') és un assaig de J. R. R. Tolkien sobre els contes de fades en tant que forma literària. Inicialment va ser escrit (i titulat simplement com Fairy-Stories) per a ser presentat per Tolkien a la "Conferència Andrew Lang" de la Universitat de St Andrews, Escòcia, el 1939.

## Història
En aquesta conferència, Tolkien va escollir centrar-se en l'obra d'Andrew Lang en la seva vessant folklòrica i de col·leccionista de contes de fades. Estava en desacord amb Lang per la seva inclusió, en la seva col·lecció de contes de fades (1889–1910), de contes de viatgers, faules de bèsties i altres tipologies d'històries. Tolkien mantenia una perspectiva més tancada, considerant els contes de fades només aquells que tenien lloc a Faerie, un reialme encantat, amb fades o sense com a personatges. També estava en desacord tant amb Max Müller com amb Andrew Lang en les seves teories respectives sobre el desenvolupament de les històries de fades, que veia com el desenvolupament natural de la interacció de la imaginació humana i el llenguatge humà.
L'assaig va aparèixer per primera vegada imprès, amb algunes modificacions, el 1947, en un volum festschrift, Essays Presented to Charles Williams, compilat per C. S. Lewis. Charles Williams, amic de Lewis, havia estat recol·locat amb l'equip de l'Oxford University Press de Londres a Oxford en el marc de l'operació "The Blitz", durant la Segona Guerra Mundial. Això li permeté participar en les reunions dels Inklings, juntament amb Lewis i Tolkien. Aquest volum d'assajos havia de ser presentat a Williams abans del retorn de l'OUP a Londres al finalitzar la guerra. No obstant, Williams va morir de manera sobtada el 15 de maig de 1945, i el llibre va ser publicar com un volum en memòria seva. Essays Presented to Charles Williams va ser rebut amb poca atenció, i va quedar fora de les impremtes cap al 1955.

## Publicacions

### Compilacions d'"On Fairy-Stories"
- Ed. by C. S. Lewis. Essays Presented to Charles Williams.  Grand Rapids: Wm. B Eerdmans, juny 1966. ISBN 0-8028-1117-5.
- Tolkien, J. R. R.. Tree and Leaf.  Nova York: HarperCollins, 5 febrer 2001. ISBN 0-00-710504-5.
- Tolkien, J. R. R.. The Tolkien Reader. Reissue.  Nova York: Del Rey, 12 novembre 1986. ISBN 0-345-34506-1.
- J. R. R. Tolkien (1975), Tree and Leaf; Smith of Wootton Major; The Homecoming of Beorhtnoth Beorhthelm's Son; reset edition, Unwin Paperbacks, ISBN 0 04 820015 8
- J. R. R. Tolkien (1980), Poems and Stories, George Allen & Unwin, ISBN 0-04-823174-6
- J. R. R. Tolkien (1983), The Monsters and the Critics, and Other Essays, Houghton Mifflin, ISBN 0-395-35635-0
- J. R. R. Tolkien (1997), Tales from the Perilous Realm.

### Edició en solitari
- Tolkien On Fairy-Stories, de Verlyn Flieger i Douglas A. Anderson: "A new expanded edition of Tolkien's most famous, and most important essay, which defined his conception of fantasy as a literary form..."(2008) ISBN 978-0-00-724466-9.